# Grosser Priel
Le Grosser Priel est un sommet des Alpes, à 2 515 m d'altitude, point culminant du Massif mort, en Autriche (Haute-Autriche).